# Ernst Pagenstecher (Agrarwissenschaftler)
Ernst Arnold Pagenstecher (* 12. Mai 1913 in Wiesbaden; † 29. April 1984 ebenda) war ein deutscher Agrarwissenschaftler und zugleich ein Vorreiter des christlich-buddhistischen Dialogs.

## Leben und Wirken
Ernst Pagenstecher stammte aus der traditionsreichen Wiesbadener Familie Pagenstecher. Nach Besuch des humanistischen Gymnasiums in Wiesbaden und Neubeuern am Inn legte er 1933 das Abitur ab. Nach seinem Wehr- und Arbeitsdienst studierte er von 1936 bis 1939 an der Landwirtschaftlichen Hochschule in Hohenheim, wo er die Diplomprüfung ablegte. Nach sechsjährigem Kriegsdienst bis 1945 arbeitete er praktisch in landwirtschaftlichen Betrieben in Hessen und der Pfalz.
1948 wurde er Referent im Ministerium für Landwirtschaft, Weinbau und Forsten der Landesregierung vom damals noch französisch besetzten Bundesland Rheinland-Pfalz. Parallel führte er Doktoratsstudien an der Universität Bonn durch, wo er 1954 zum Dr. rer. nat. promovierte. In seiner Behörde stieg er als Ministerialdirigent zum leitenden Beamten auf.
Um 1960 kam er mit Lama Anagarika Govinda in Kontakt, vollzog als dessen Schüler eine intensive Auseinandersetzung mit dem Buddhismus und wurde ein Mitglied des Arya Maitreya Mandala. Zugleich setzte er sich tief mit der christlichen Spiritualität auseinander. Seit 1965 brachte er jährlich seine Urlaubs- und Freizeiten im Kloster Niederaltaich zu, wo er in einem intensiven Dialog mit dem Abt stand. Das Benediktiner-Kloster widmet sich der Ökumene mit der Ostkirche.
1969 heiratete er die Pädagogin Traude Pagenstecher-Harder (1919–1986), die jahrelang als Entwicklungshelferin in Indien tätig war. 1971 gründete er in Wiesbaden einen Arbeitskreis, der sich mit buddhistischer Spiritualität auseinandersetzte. Er entfaltete in diesem Rahmen eine umfangreiche Vortrags- und Veröffentlichungstätigkeit, die eine Integration buddhistischer Spiritualität in die europäische Tradition versuchte. Ein Mitglied des Kreises war der spätere Philosoph und Religionswissenschaftler Volker Zotz, der auch bezüglich des christlich-buddhistischen Dialogs zum geistigen Erben Pagenstechers wurde. Zotz widmete ihm und seiner Frau Traude sein Buch Mit Buddha das Leben meistern.
Pagenstecher unternahm von 1969 bis 1971 ausgedehnte Reisen durch Nepal und Indien, wo er sich Schulungen bei Lama Anagarika Govinda und daneben bei Lama Thuksay Rinpoche unterzog.
Ab dem Jahr 1976 beherbergten Ernst Pagenstecher und seine Frau Traude eine Gruppe in ihrem Haus am Wiesbadener Neroberg, die sich Dharma Studiengruppe nannte und Chögyam Trungpa Rinpoche nahestand. Diese Gruppe nahm auch Anteil am gesellschaftlichen Leben und veranstaltete gelegentlich Empfänge. So war der Autor und Poet Allen Ginsberg zu Gast bei den Pagenstechers, als er sich anlässlich einer Lesung im Sinkkasten in Frankfurt am Main aufhielt.
Als Pagenstecher 1983 an Krebs erkrankte, entwarf er den Ablauf seiner eigenen Totenfeier, die mit Texten des Hl. Franziskus, Laozis, der Bhagavad Gita, Shantidevas und Hakuin Ekaku seine Vision eines die Kulturkreise umfassenden spirituellen Lebens demonstrierte. Die Feier wurde nach seinem Tod am 1. Mai 1984 in Wiesbaden abgehalten.
Seine Witwe wurde im November 1986 in ihrer Wiesbadener Wohnung ermordet, der Täter konnte erst 22 Jahre später ermittelt und verurteilt werden.

## Schriften
- Anbau- und Ernte-Statistik nach dem Zweiten Weltkrieg. Mainz 1953.
- Metta-Maitri-Eros. Supplement zu Der Kreis. Nr. 80, März/April 1969 ISSN 2197-6007
- Taschi Ling. Wiesbaden 1971.